# Football Manager 2008
Football Manager 2008 è il titolo principale dell'edizione 2008 di Football Manager, videogioco manageriale sviluppato dalla Sports Interactive. La versione per gli Stati Uniti d'America e per il Canada è stata intitolata Worldwide Soccer Manager 2008, mentre la versione sud americana è stata intitolata Fútbol Manager 2008. Sono presenti oltre 5000 squadre utilizzabili per oltre 50 paesi. La demo di Football Manager 2008 è uscita il 30 settembre 2007.
Inizialmente era stata annunciata l'uscita del gioco per il 19 ottobre 2007, ma a causa di consegne in anticipo del gioco, la Sports Interactive ha spostato la data di uscita del gioco al 18 ottobre 2007.
Molti problemi sono stati riscontrati nel gioco, la maggior parte dei quali è stata riportata alla SI Games attraverso il loro forum e ciò ha portato alla pubblicazione di una "Beta Patch". Questa patch non risolveva tutti i problemi, ma è stata distribuita il prima possibile per chiudere i bug principali. Una patch completa è stato annunciato che sarebbe stata distribuita il 9 novembre 2007 ma si è dovuto aspettare fino al 22 novembre 2007 prima della pubblicazione effettiva della patch. La seconda e definitiva patch è stata distribuita il 14 febbraio 2008 e aggiornata il 20 febbraio per risolvere altri tre problemi importanti che erano ancora presenti nel gioco. Come nelle edizioni precedenti del gioco, la patch aggiornava anche il database coi giocatori alle ultime novità di formazione delle squadre e risolveva molti dei bug rimanenti.

## Nuove caratteristiche
Ci sono molte nuove caratteristiche
- Una specie di mini radar appare durante le modifiche tattiche
- Gestione internazionale migliorata
- Nuova skin
- Sistema di avviso
- Blocco note migliorato
- Un nuovo modo di selezione del capitano
- Un nuovo sistema riguardo alla fiducia dei tifosi
- Centro trasferimenti per controllare gli scambi dei giocatori
- Motore di gioco migliorato
- Il giocatore può cambiare la dimensione del campo
- Sistema di consegna premi migliorato
- Un rinnovato sistema delle finanze del club
- Bonus collettivi in caso di vittoria
- Sistema FaceGen per i giocatori generati dal programma
- Nuovo calendario

## Licenze
Miles Jacobson, MD di Sports Interactive, ha detto:
"Siamo orgogliosi di annunciare di essere riusciti ad ottenere una licenza per la lega francese:Football Professionnel. Con sia la prima che la seconda divisione con una licenza che ci permette di utilizzare il nome reale dei club, i loghi e i kit per tutti i club in queste leghe.
Diamo anche il ben tornato alla nazionale olandese, che è mancata da qualche anno dal gioco.
Oltre a questo, abbiamo nuove licenze italiane dateci dalla Sampdoria e dalla Fiorentina."